# Hanne Engberg
Hanne Alice Engberg (født Chrom; 11. september 1935 på Frederiksberg) er en dansk forfatter og politiker. Hun har blandt andet modtaget Søren Gyldendal-prisen i 1994 og var medlem af Folketinget, valgt for SF fra 1979 til 1981.

## Barndom og uddannelse
Hanne Engberg er datter af overlæge Svend Anker Chrom og hustru Karen Vadum Jensen. Hun blev student fra Frederiksborg Statsskole i 1953 og var elev på Askov Højskole 1953-1954 og på Krogerup Højskole 1955. Hun blev cand.mag. i dansk og engelsk fra Københavns Universitet i 1962.

## Arbejde
Hanne Engberg var adjunkt på Rødovre Statsskole fra 1964 til 1966 og derefter højskolelærer først på Båring Højskole (1973-1976) og så på Kolding Højskole (1973-1976). Hun var seniorstipendiat ved Institut for Dansk Skolehistorie på Danmarks Lærerhøjskole, Emdrupborg fra 1977-1979.

## Forfatterkarriere og priser
Engberg debutterede i 1979 med Rejsen til Smyrna. Hun har modtaget adskillige priser og legater som forfatter, herunder:
- Stipendium fra Carlsbergfondet 1992-1996
- Søren Gyldendal-prisen i 1994
- Egholtprisen i 1995
- Edith og Helge Rode-legatet i 1997

## Politisk karriere
Engberg var medlem af Socialistisk Folkepartis (SF's) hovedbestyrelse og programudvalg fra 1978 og medlem af partiets EF-udvalg fra 1979.
Hun blev opstillet til Folketinget for SF i Slotskredsen (Vestre Storkreds) i 1978 og valgt til Folketinget ved folketingsvalget 23. oktober 1979. Hun genopstillede ikke ved næste folketingsvalg 8. december 1981 og forlod derfor Folketinget den dato.